# Felipe Núñez Lara
Felipe Núñez Lara (Ciudad de Querétaro, Querétaro, nació el 18 de enero de 1913 - falleció el 11 de octubre de 1997) fue un médico mexicano. 
En 1931 ingresa a la Facultad de Medicina de la Universidad Autónoma de México.
En 1937 presentó su tesis y examen profesional en el Hospital General de la Ciudad de México, habiendo sido aprobado por unanimidad.
En 1938 inició su trabajo en el Hospital Civil del Estado como médico adjunto sin percibir retribución alguna. Posteriormente se le asignó la Jefatura de la Sala de Traumatología y permaneció ahí por doce años.
En 1938 fue nombrado presidente de la naciente Asociación Médica Queretana, que tuvo como objetivo primordial el mayor acercamiento social y profesional de todos los galenos que trabajaban en la entidad, así como el acercamiento con sus familiares. Duró dos años en el cargo, reeligiéndolo en varias ocasiones.
Impulsó la mejora de los servicios de salud en el Estado. 
En 1942 es fundador y primer presidente de la Cruz Roja en Querétaro. Estuvo casado con Cecilia Vera Olvera, con quien tuvo 13 hijos.
El primero de noviembre de 1949 fue colocada la primera piedra del Sanatorio Nuñez Lara, Fundando así el primer hospital Materno-Infantil en el Estado, el cual fue encomendado a la protección y amor de la madre de los mexicanos, la Virgen del Tepeyac, colocando una placa que a la letra dice: "Este Sanatorio está destinado a ayudar a la mujer a cumplir su más alta misión, la de ser MADRE y está bajo la protección de la más Excelsa y Dulce de todas las mujeres: LA SANTÍSIMA VIRGEN DE GUADALUPE", se dio servicio hasta el 2014, actualmente Existe un hospital en Querétaro que contiene sus apellidos, también conocido como el Hospital del Niño y la Mujer.
- Datos: Q5858337